# 제11공수특전여단
제11공수특전여단(第十一空輸特戰旅團, 영어: 11th Airborne Special Forces Brigade), 또는 "황금박쥐부대"는 대한민국 육군 특전사 소속 부대들 중 여섯 번째로 만들어진 특수작전 부대이다.

## 역사
- 1977년 육군특수전사령부 배속 부대 창설

## 조직
- 61대대
- 62대대
- 63대대
- 65대대

## 활동

### 광주 민주화운동 진압 참가
5·18 광주 민주화 운동 당시 1980년 5월19일 새벽에 추가로 투입되었으며, 조선대학교에 본부를 차리고 시민들에 대한 집단 발포 등 무차별적인 폭력행위를 가했다. 1980년 5월 21일에는 계엄군 소속 장갑차 운전수의 운행 미숙으로 인하여 11공수특전여단 소속 권용운 일병이 사망하였다. 5월 24일에는 광주직할시 남구 진월동 부근에서 육군보병학교 교도대대가 11공수특전여단 인원들을 시민군으로 오해하고 기습 공격하여 13명이 숨지고 50여명이 다쳤다. 오인사격 이후 11공수는 기습 공격 부근의 민가의 민간인들을 공격하는 등 만행을 저질렀다. 부대에 전두환 대통령의 준공기념석이 있었으나 5.18 자유공원으로 옮겨졌다.

### 2024년 비상계엄령
윤석열 대통령의 비상계엄 선포 이후 곽종근 특수전사령관에 의해서 서울 진입 준비 지시가 이뤄졌으나, 실질적으로 제11공수특전여단 인원들이 투입되지는 않았다. 그러나 새벽 5시까지 출동 준비를 하는 등, 계엄령에 거의 투입될 뻔 하였다.

## 역대 지휘관
| # | 성명        | 취임일       | 이임일   | 비고 |
| - | ----------- | ------------ | -------- | ---- |
| 1 | 준장 류준형 | 1977년 월 일 | 년 월 일 |      |
| 2 | 준장 최웅   | 1980년 월 일 | 년 월 일 |      |
| 3 | 준장 박정환 | 년 월 일     | 년 월 일 |      |
| 4 | 준장 여인형 | 년 월 일     | 년 월 일 |      |
| 4 | 준장 장지환 | 년 월 일     | 년 월 일 |      |
|   |             |              |          |      |

## 참고
1. ↑  기자, 정희상 (2019년 5월 15일). “5.18 어느 진압군의 고백”. 2024년 12월 19일에 확인함.
2. ↑  “우리역사넷”. 2024년 12월 19일에 확인함.
3. ↑  ““권 일병 사망 원인도 왜곡” 증거 가득한데”. 2024년 12월 19일에 확인함.
4. ↑  “5·18 광주 투입 군인 "계엄군 장갑차에 치여 군인 사망"”. 2021년 9월 15일. 2024년 12월 19일에 확인함.
5. ↑  김용희 (2023년 5월 18일). “계엄군끼리 오인 사격 두 차례…공수부대는 징계 받지 않았다”. 2024년 12월 19일에 확인함.
6. ↑  “광목간 양민 학살지 - 디지털광주문화대전”. 2024년 12월 19일에 확인함.
7. ↑  뉴스, SBS (2019년 5월 17일). “'뒤집힌 전두환 비석'…11공수에서 5·18자유공원 옮겨”. 2025년 1월 5일에 확인함.
8. ↑  이해인 (2024년 12월 10일). “7공수·13공수도 서울 진입 준비 지시‥계엄 확대 노렸나?”. 2024년 12월 14일에 확인함.
9. ↑  “[단독] 11공수도 계엄 이튿날 밤샘 대기…"총기 품에 안고 자라고 해"”. 2025년 1월 5일에 확인함.